# Єпархія Горреа-Целії
Єпархія Горреа-Целії (лат. Dioecesis Horreacoeliensis) — колишня християнська єпархія, сьогодні — титулярна єпархія Католицької Церкви.

## Історія
Горреа-Целія (лат. Horrea Coelia — єпископський осідок, що був розташований у римській провінції Бізацена і відповідає сучасному місту Геркла в Тунісі.
Відомі імена чотирьох єпископів цієї єпархії. Тенакс брав участь у Карфагенському соборі 256 року, котрий скликав святий Кипріян Карфагенський для обговорення питання так званих lapsi (відпалих від віри). Єпископ-донатист Горреа-Целії Януарій був учасником Карфагенського собору 411 року. У Карфагенському соборі, що його скликав святий Аврелій у 419 році, брав участь єпископ Іларин. Учасником Карфагенського собору 525 року був єпископ Ав.
Сьогодні Горреа-Целія є титулярною єпархією Католицької Церкви. Титулярним єпископом Горреа-Целії 6 лютого 2016 року призначений Дункан Теодор Тсоке, єпископ-помічник Архідієцезії Йоганнесбурга (ПАР).

## Єпископи
- Тенакс † (згадується у 256)

- Януарій (згадується у 411, єпископ-донатист)

- Іларин (згадується у 419)
- Ав (згадується у 525)

## Титулярні єпископи
- Джеймс Геґен † (29 березня 1966 — 7 грудня 1970 зрікся)
- Амбруаз Ума Аракайо Амабе † (6 травня 1972 — 19 лютого 1976 успадкував через право наступництва престол дієцезії Ізіро-Ніанґари)
- Беларміно Корреа Йєпес (19 січня 1989 — 29 жовтня 1999 призначений єпископом Сан-Хосе-дель-Ґуавіаре)
- Джон Джозеф Кейзінґ † (21 лютого 2000 — 13 січня 2007 помер)
- Луїс Армандо Тінео Рівера (9 лютого 2007 — 23 липня 2013 призначений єпископом Карори)
- Євген Попович (з 4 листопада 2013 — 7 листопада 2015 призначений архієпископом і митрополитом Перемишльсько-Варшавським УГКЦ)
- Дункан Теодор Тсоке (з 6 лютого 2016)